# Unis pour la victoire de la Serbie
Serbie unie est une coalition politique serbe rassemblant plusieurs partis opposés à Aleksandar Vučić et au Parti progressiste serbe en vue des élections présidentielle et législatives du 3 avril 2022.

## Histoire

### Coopération de l'opposition en 2020
Peu avant le début des manifestations de 2018, l'Alliance pour la Serbie a été formée, à l'initiative de Dragan Đilas. La coalition a boycotté les élections législatives de 2020, affirmant qu' "il n'y avait pas de conditions pour des élections libres et équitables".  La plupart des partis ont décidé de poursuivre leur coopération, ce qui a conduit à la formation de l'Opposition unie de Serbie en août 2020.

### Création de Serbie unie
Des pourparlers ont eu lieu en novembre entre les différents partis d'opposition lors desquels un accord a été conclu le 23 novembre. La coalition a investie Marinika Tepić tête de la liste parlementaire et Zdravko Ponoš a déclaré qu'il se présenterait à la présidence si "les partis d'opposition s'unissent", et en janvier 2022, il a été investi par la coalition comme candidat. La coalition a été officialisée le 2 février. 

## Partis membres
| Parti                                        | Chef               | Idéologie              | Positionnement         | Députés  |
| -------------------------------------------- | ------------------ | ---------------------- | ---------------------- | -------- |
| Parti populaire (NS)                         | Vuk Jeremić        | Libéral-conservatisme  | Centre droit           | 12 / 250 |
| Parti de la justice et la liberté (SSP)      | Dragan Đilas       | Social-démocratie      | Centre gauche          | 10 / 250 |
| Parti démocrate (DS)                         | Zoran Lutovac      | Social-libéralisme     | Centre à centre gauche | 10 / 250 |
| Mouvement des citoyens libres (PSG)          | Pavle Grbović      | Libéralisme            | Centre                 | 3 / 250  |
| Mouvement pour l'inversion (PZP)             | Janko Veselinović  | Social-démocratie      | Centre gauche          | 1 / 250  |
| Patrie                                       | Slaviša Ristić     | National-conservatisme | Extrême droite         | 1 / 250  |
| Syndicats unis de Serbie "Sloga" (USS Sloga) | Željko Veselinović | Syndicalisme           | Extrême gauche         | 1 / 250  |

## Résultats électoraux

### Élections présidentielles
| Année | Candidat      | 1er tour | 1er tour | 1er tour |
| Année | Candidat      | Voix     | %        | Place    |
| ----- | ------------- | -------- | -------- | -------- |
| 2022  | Zdravko Ponoš | 697 471  | 18,87    | 2e       |

### Élections législatives
| Année | Tête de liste  | Voix    | %     | Sièges   | Gouvernement |
| ----- | -------------- | ------- | ----- | -------- | ------------ |
| 2022  | Marinika Tepić | 520 469 | 13,68 | 38 / 250 | Opposition   |